# Seznam naučných stezek v Praze
Seznam naučných stezek v Praze zahrnuje naučné stezky, které vedou celé nebo částečně po území Hlavního města Prahy. Seznam nemusí být úplný.
| Název stezky                                                   | Místo                                        | Založeno                                                       | Délka (km)                                     | Počet zastavení            | Fotografie |
| -------------------------------------------------------------- | -------------------------------------------- | -------------------------------------------------------------- | ---------------------------------------------- | -------------------------- | ---------- |
| Ekologická naučná stezka Košinka a Dendrologická naučná stezka | Libeň                                        | červen 2010                                                    | 1 km                                           | 10 + 24                    |            |
| Keltská stezka                                                 | Točná, Závist (Zbraslav)                     | únor 2007                                                      | 2 km                                           | 11                         |            |
| Naučná stezka Barrandovské skály                               | Hlubočepy, Malá Chuchle                      | 2014 (do roku 2014 část NS Barrandovské skály–Chuchelský háj)  | 2,5 km                                         | 10                         |            |
| Naučná stezka Centrální park Pankrác                           | Centrální park Pankrác                       | 2010                                                           | 1 km                                           | 38 (dendrologické tabulky) |            |
| Naučná stezka Dolní Počernice                                  | Dolní Počernice                              | září 2008                                                      | 3 km                                           | 21                         |            |
| Naučná stezka Dubeč–Uhříněves                                  | Dubeč, Uhříněves                             | po 2000, rekonstrukce 2004                                     | 5,5 km                                         | 15                         |            |
| Naučná stezka Housle                                           | Lysolaje, Přírodní památka Housle            | září 2012                                                      | 1 km                                           | 10                         |            |
| Naučná stezka Chuchleský háj                                   | Malá Chuchle, Chuchelský háj, Velká Chuchle  | 2014 (do roku 2014 část NS Barrandovské skály–Chuchelský háj)  | 3,5 km                                         | 9                          |            |
| Naučná stezka Klánovickým lesem                                | Klánovický les                               |                                                                | 12,5 km                                        | 17                         |            |
| Naučná stezka Kunratický les                                   | Kunratický les                               | listopad 2009                                                  |                                                | 14                         |            |
| Naučná stezka Lesní galerie                                    | Klánovický les                               | květen 2012                                                    | 3 km                                           | 30                         |            |
| Naučná stezka MČ Praha-Běchovice                               | Běchovice                                    | červen 2010                                                    | 3,5 km                                         | 18                         |            |
| Naučná stezka MČ Praha 9 – jihovýchod                          | Vysočany, Hloubětín, Hrdlořezy               | březen 2011                                                    | 6 km                                           | 17                         |            |
| Naučná stezka MČ Praha 9 – severozápad                         | Vysočany, Prosek, Střížkov                   | březen 2009                                                    | 9 km                                           | 21 + 2                     |            |
| Naučná stezka Milíčov                                          | Milíčovský les                               | listopad 2011                                                  | 4,8 km                                         | 9                          |            |
| Naučná stezka Modřanská rokle                                  | Modřanská rokle                              | 2004                                                           | 3,5 km                                         | 7                          |            |
| Naučná stezka Mýto                                             | Nedvězí u Říčan                              | září 2012                                                      | 2-3 km                                         | 6                          |            |
| Naučná stezka Na vrchu Svatého Kříže                           | Vrch sv. Kříže                               | říjen 2004                                                     | 1 km                                           | 3                          |            |
| Naučná stezka Oborou Hvězda                                    | Obora Hvězda                                 | 2007                                                           | 4 km                                           | 15                         |            |
| Naučná stezka Olšanské hřbitovy                                | Olšanské hřbitovy                            | od 2006                                                        |                                                | 68 (rok 2012)              |            |
| Naučná stezka Petřín                                           | Petřín                                       | 2011/2012                                                      |                                                | 10                         |            |
| Naučná stezka Počítáme s vodou                                 | Modřany, Zbraslav                            | září 2012                                                      | 2,5 km                                         | 3                          |            |
| Naučná stezka Povodím Botiče                                   | Hostivař, Toulcův dvůr, Petrovice, Pitkovice | 1980, nová trasa 2008                                          | 6,5 km                                         | 13                         |            |
| Naučná stezka Prahy 14                                         | Hloubětín                                    | 2007, 2012                                                     | 13 km                                          | 14                         |            |
| Naučná stezka Přírodním areálem botanické zahrady              | Botanická zahrada, Salabka, Velká skála      | duben 2006                                                     | 3 km                                           | 11                         |            |
| Naučná stezka Prokopské údolí                                  | Prokopské údolí, Butovice                    | červen 2005                                                    | 3 km (navazuje na NS Údolím Dalejského potoka) | 6                          |            |
| Naučná stezka Roztocký háj–Tiché údolí                         | Suchdol, Roztoky u Prahy, Suchdol            | 1982, 1998, 2006                                               | 7,5 km                                         | 12                         |            |
| Naučná stezka Řepy                                             | Řepy, Bílá Hora                              | září 2013                                                      | 6,3 km                                         | 17                         |            |
| Naučná stezka Stromovkou za poznáním                           | Královská obora                              | listopad 2009                                                  | 3,5 km                                         | 1 + 9                      |            |
| Naučná stezka svatého Josefa                                   | Malešice                                     | prosinec 2013                                                  | 4 km                                           | 10                         |            |
| Naučná stezka Toulcův dvůr                                     | Toulcův dvůr                                 | 1999                                                           | 1,2 km                                         | 18                         |            |
| Naučná stezka Údolím Dalejského potoka                         | Dalejské údolí                               | 2011 (původní NS Řeporyje-Hlubočepy, Údolím Dalejského potoka) | 3,5 km                                         | 16                         |            |
| Naučná stezka Vinoř–Jenštejn                                   | Vinoř, Jenštejn                              | září 2010                                                      | 3 km                                           | 5                          |            |
| Naučná stezka Vinořský park–Satalická Bažantnice               | Vinořský park, Satalická bažantnice          | listopad 2008                                                  | 3,5 km                                         | 9                          |            |
| Naučná stezka Záběhlice                                        | Záběhlice                                    |                                                                | 4,864 km                                       | 7                          |            |
| Naučná stezka ZŠ Stoliňská                                     | Horní Počernice                              | červen 2012                                                    | 0,5 km                                         | 8 + 1                      |            |
| Stezka historií Hostivaře                                      | Hostivař                                     | duben 2010                                                     | 5,5 km                                         | 7                          |            |
| Stezka svobody 1938–1945                                       | Komořany, Točná, Závist                      | květen 2020                                                    | asi 10 km                                      | 20                         |            |
| Školní naučná stezka Thomayerovy sady                          | Libeň                                        | září 2006                                                      | 1 km                                           | 20                         |            |